# Oxyde de vanadium(II)
Pour les articles homonymes, voir Oxyde de vanadium.
L’oxyde de vanadium(II) est un composé chimique de formule VO. Il cristallise dans une maille de type sel gemme distordue avec des liaisons vanadium-vanadium assez faibles. C'est un composé non stœchiométrique dont la composition est comprise entre VO0,8 et VO1,3.